# Киевская (станция метро, Филёвская линия)
«Ки́евская» — станция Московского метрополитена на Филёвской линии. Связана пересадками с двумя одноимёнными станциями, одна из которых располагается на Арбатско-Покровской линии, другая — на Кольцевой. Расположена в районе Дорогомилово (ЗАО); названа по Киевскому вокзалу. Открыта 20 марта 1937 года в составе участка «Смоленская» — «Киевская». Колонная трёхпролётная станция мелкого заложения с одной островной платформой.

## История
Сооружение станции было закончено в ноябре 1936 года к VIII Чрезвычайному съезду Советов. В период работы Съезда делегаты прибыли поездом на станцию, чтобы её осмотреть. В феврале 1937 года государственная комиссия, возглавлявшаяся С. Орджоникидзе, после осмотра приняла к эксплуатации линию метро на участке «Смоленская» — «Киевская», включая саму станцию «Киевская» и Смоленский метромост через Москва-реку.
15 марта 1937 года на участке метрополитена от станции «Смоленская» до станции «Киевская» началось движение поездов метро.
Для пассажиров станция была открыта 20 марта 1937 года. Стала 14-й станцией Московского метрополитена.
С 1953 года по 1958 год участок мелкого заложения «Калининская» — «Киевская» был закрыт. Станция использовалась под склад.
Бо́льшая часть Филёвской линии рассчитана на поезда 6-вагонной составности, однако в связи с тем, что «Киевская» первое время входила в состав Кировского диаметра (первоначальное название Сокольнической линии), изначально построена с расчётом на 8 вагонов.

## Расположение
Расположена на Филёвской линии между станциями «Смоленская», «Студенческая» и Деловой центр. Между «Смоленской» и «Киевской» находится открытый участок и построенный в 1937 году Смоленский метромост.

## Вестибюли и пересадки
Станция является пересадочной на одноимённые станции Кольцевой линии и Арбатско-Покровской линии. Переход осуществляется через совмещённые вестибюли (западный — на Арбатско-Покровскую, восточный — на Кольцевую линию).
Существовавший до 1972 года наземный вестибюль был разобран при строительстве эскалаторного тоннеля со станции «Киевская» Кольцевой линии. Он находился на месте современного входа в подземный переход у Киевского вокзала.
| - Восточный подземный вестибюль - Капитель колонны в вестибюле - Ограда лестницы - Светильник в вестибюле |

## Архитектура и оформление
Конструкция станции — колонная мелкого заложения. Сооружена по спецпроекту.
Круглые колонны облицованы светлым мрамором «Газган» желтоватых и голубоватых тонов, керамические капители украшены колосьями пшеницы. Пол выложен серым и розовым гранитом, образующим национальный украинский орнамент. Облицовка путевых стен: глазурованная керамическая плитка (вверху) и красный искусственный камень (внизу). Выполнивший проекты вестибюля и подземного зала станции архитектор Д. Н. Чечулин вдохновлялся древними памятниками Помпей, Венеции и Флоренции, которые он посетил перед началом проектирования в ходе большого Средиземноморского турне.
В 2014—2016 годах проводились реставрационные работы с воссозданием первоначального облика станции 1930-х годов с полной заменой облицовки путевых стен для устройства гидроизоляции. Во второй половине 2015 года отреставрированы мрамор и капители на колоннах, воссозданы светильники и мозаичный рисунок пола, утраченные в середине XX века. Реставрационные работы были завершены в апреле 2016 года.
| - Путевая стена до реставрации - Колонны на станции - Капитель колонны - Название на путевой стене - В процессе реставрации (2015 год) - После реставрации - Название на путевой стене (после реставрации) |

## Станция в цифрах
Глубина заложения — 9,8 метра. Пассажиропоток по вестибюлям — 30 100 человек в сутки (данные 2002 года), пересадочный пассажиропоток на Кольцевую линию — 191 100 человек в сутки, пересадочный пассажиропоток на Арбатско-Покровскую линию — 40 200 человек в сутки (данные 1999 года). Пикет — ПК33+02,6.
- Таблица времени прохождения первого поезда через станцию[9]:

| По чётным числам                  | Будние дни | Выходные дни |
| По нечётным числам                | Будние дни | Выходные дни |
| В сторону станции «Смоленская»    | 05:47:00   | 05:48:00     |
| В сторону станции «Смоленская»    | 05:41:00   | 05:42:00     |
| В сторону станции «Студенческая»  | 05:42:00   | 05:42:00     |
| В сторону станции «Студенческая»  | 05:42:00   | 05:42:00     |
| В сторону станции «Деловой центр» | нет данных | нет данных   |
| В сторону станции «Деловой центр» | нет данных | нет данных   |

## Путевое развитие
За станцией расположены оборотные тупики, использовавшиеся для оборота составов, когда станция была конечной (в 1937—1953 годах). На данный момент тупики используются для отстоя составов. При строительстве ответвления в Москва-Сити за станцией были смонтированы стрелки для организации вилочного движения.
За метромостом в сторону станции «Киевская» линия резко уходит влево (на юг).

## Наземный общественный транспорт

### Городской
На этой станции можно пересесть на следующие маршруты городского пассажирского транспорта:
- Автобусы: м17, 91к, 119, 150, 157, 239, 240, 266, 297, 320, 394, 474, 791

### Областной
- Автобусы: 454, 477

## В культуре
- На станцию «Киевская» приезжают герои фильма А. Медведкина «Новая Москва» (1938).
- Поезд, въезжающий на Смоленский метромост со стороны станции «Киевская», можно увидеть в кадрах фильма Д. Вертова «Колыбельная» (1937). Там же можно заметить, что резко поворачивающие пути от «Киевской» к мосту изначально были открыты (в настоящее время они накрыты железобетонным коробом).
- Станция метро «Киевская» изображена на одном из майоликовых панно, которые установлены у входа в здание Северного речного вокзала.

| - Станция «Киевская» на почтовых марках СССР - (1938) - (1947) |